# Pin-Occhio
Pin-Occhio est un groupe italien de musique électronique des années 1990 formé de Nicola Savino et Marco Biondi.

## Historique
En 1993, ils sortent le single Pinocchio qui reprend le thème principal de la mini-série de Luigi Comencini, Les Aventures de Pinocchio, composé par Fiorenzo Carpi.
Quelques mois plus tard, le duo sort Tu Tatuta Tuta Ta (en), titre qui reprend le sample de la chanson Living on Video du groupe Trans-X (qui est également repris en 2006 par Pakito).
Un troisième single, Pinocchio vaï!!, sort fin 1993, ainsi qu'un album ayant le même titre.
L'animatrice de télévision Nathalie Vincent fit quelques apparitions dans le groupe comme choriste et danseuse.

## Discographie

### Album
- Pinocchio vai!!, 1994

### Singles
- Pinocchio, 1993
- Tu Tatuta Tuta Ta (en), 1993
- Pinocchio (Collodi Rave Mix), 1993
- Tirolian Groove, 1993
- Listen Up, 1993
- Zumpa pà, 1993
- Pinocchio vai!!, 1994
- Happy Gipsies, 1994
- Enjoy the Musik, 1994
- Happy Gipsies, 1994
- Comin' Back, 1994
- The Return, 1995
- La Phata, 1995
- Tantra, 1995
- Techno Colour, 1995